# Karauli (stato)
Lo Stato di Karauli fu uno stato principesco del subcontinente indiano, avente per capitale la città di Karauli.

## Storia
Lo Stato predecessore dello Stato principesco di Karauli, era il Regno di Mathura che venne fondato nel 995 da Raja Bijai Pal, un governante Yaduvanshi del Rajput. La data della fondazione dello Stato vero e proprio si fa però risalire all'epoca di Arjun Deo nel 1348. La capitale venne successivamente spostata nei villaggi di Mathura, Dwarika, Bayana, Timan Garh, Andher Kotla, Mandrayal, U'ntgir e Bahadurpur.
Nel 1535 Bahadur Shah di Gujarat assediò il forte di Chittor, dopo che lo stesso Humayun iniziò a combattere anch'egli contro di lui. Rani Karmawati, vedova di Rana Sanga, governava Chittor come reggente. Anch'ella tentò di dimostrarsi amichevole coi moghul inviando un Rakhi a Humayun, ma Humayun non giunse in tempo.

### Il British Raj
Durante il XVIII secolo Karauli si trovò sotto l'Impero maratha sino a quando i Maratha non vennero sconfitti dagli inglesi. Nel 1817, il regnante di Karauli siglò un trattato con la Compagnia britannica delle Indie orientali e divenne un protettorato britannico, mantenendo tale status sino all'indipendenza dell'India nel 1947 quando lo Stato, dal 7 aprile, non entrò a far parte del Dominion dell'India e poi dell'Unione Indiana divenendo parte dello Stato del Rajasthan.

## Governanti

### Maharaja
- 1688–1724 Kunwar Pal II
- 1724–1757 Gopal Singh (m. 1757)
- 1757 – 24 Oct 1772 Tursam Pal (m. 1772)
- 1772–1804 Manik Pal
- 1804–1805 Amola Pal (m. 1805)
- 1805–1837 Herbaksh Pal (c. 1792 – 1837)
- 1837–1849 Pratap Pal (m. 1849)
- 1849 – 10 luglio 1852 Narsingh Pal (m. 1852)
- 4 settembre 1852 – 14 marzo 1854 Bharat Pal
- 14 marzo 1854 – 16 agosto 1869 Madan Pal (m. 1869) (dal 12 febbraio 1866, Sir Madan Pal)
- 1869 Lakshman Pal
- 1869 – dicembre 1875 Jaisingh Pal (m. 1875)
- 1869–1871 Vrishbhan Singh Tanwar - reggente
- gennaio 1876 – 14 agosto 1886 Arjun Pal II (m. 1886)
- 14 agosto 1886 – 3 agosto 1927 Bhanwar Pal (1864–1927) (dal 22 giugno 1897, Sir Bhanwar Pal)
- 3 agosto 1927 – 6 aprile 1947 Bhom Pal (1866–1947) (dal 1º gennaio 1935, Sir Bhom Pal)
- 6 aprile 1947 – 15 agosto 1947 Ganesh Pal